# 米内鲁斯
米内鲁斯是巴西戈亚斯州的一个市镇。总面积8896.304平方公里，总人口45169人，人口密度5.1人/平方公里。